# Leptomantella montana
Leptomantella montana är en bönsyrseart som beskrevs av Max Beier 1942. Leptomantella montana ingår i släktet Leptomantella och familjen Tarachodidae. Inga underarter finns listade i Catalogue of Life.